# Saint-Pol-de-Léon
Saint-Pol-de-Léon är en kommun i departementet Finistère i regionen Bretagne i västra Frankrike. Kommunen ligger i kantonen Saint-Pol-de-Léon som tillhör arrondissementet Morlaix. År 2022 hade Saint-Pol-de-Léon 6 841 invånare.

## Befolkningsutveckling
Antalet invånare i kommunen Saint-Pol-de-Léon
Referens:INSEE